# Грёсванг, Рудольф
Рудольф Грёсванг (нем. Rudolf Größwang; 1 апреля 1947, Бад-Тёльц) — немецкий саночник, выступал за сборную ФРГ в 1970-х годах. Участник зимних Олимпийских игр в Инсбруке, обладатель двух бронзовых медалей чемпионата Европы в зачёте двухместных саней, призёр многих международных турниров и национальных первенств. Также известен как предприниматель в сфере маркетинга.

## Биография
Рудольф Грёсванг родился 1 апреля 1947 года в городе Бад-Тёльц. В молодости переехал в Берхтесгаден, где присоединился к местному саночному клубу и вскоре стал показывать довольно неплохие результаты. Первого серьёзного успеха добился уже в возрасте пятнадцати лет, когда на домашнем чемпионате Европы в Кёнигсзе в паре с саночником Петером Райхнвалльнером завоевал бронзовую медаль. В 1976 году благодаря череде удачных выступлений удостоился права защищать честь страны на зимних Олимпийских играх 1976 года в Инсбруке, где вместе со своим новым партнёром Штефаном Хёльцльвиммером занял четвёртое место мужского парного зачёта, немного не дотянув до призовых позиций.
После Олимпиады Грёсванг продолжил представлять ФРГ на международном уровне, принимая участие во всех крупнейших турнирах. Так, в сезоне 1977/78 они с Хёльцльвиммером заняли третье место в общем зачёте Кубка мира (впервые проведённого Кубка мира) и получили бронзовую награду на ещё одном чемпионате Европы в Кёнигсзе. Вскоре после этих соревнований Рудольф Грёсванг принял решение завершить карьеру профессионального спортсмена, уступив место в сборной молодым немецким саночникам, таким как Ханс Штангассингер и Франц Вембахер.
Завершив спортивную карьеру, Грёсванг создал в Германии собственную маркетинговую компанию, которая с середины 1990-х годов тесно сотрудничает с Международной федерацией санного спорта.